# Manuela Pesko
Manuela Laura Pesko (* 19. September 1978 in Chur) ist eine ehemalige Snowboarderin und Olympionikin (2006) aus der Schweiz.

## Werdegang
Sie wuchs auf der Lenzerheide auf, wo ihre Eltern ein Sportgeschäft besitzen und betreiben. 1999 bestand sie die schweizerische Maturitätsprüfung.
1992 begann Pesko mit dem Snowboarden. 1995 nahm sie an der Junioren-Weltmeisterschaft teil und belegte den zweiten Platz. Nach ihrem Schulabschluss 1999 begann ihre Profi-Karriere. Sie wurde u. a. trainiert vom mehrfachen Marathon-Schweizer-Meister Richard Umberg. Pesko nahm vermehrt an Freestyle-Contests teil und wurde am Ende der Saison Schweizer Meisterin in der Halfpipe. In der Folge beschloss sie, sich vor allem auf die Freestyle-Wettkämpfe zu konzentrieren, und die Alpinboarderin wechselte im Jahr 2000 zu den Freestylern.
Bei der Weltmeisterschaft 2005 in Whistler Mountain gewann sie die Silbermedaille in der Halfpipe. 
Bei den Olympischen Winterspielen 2006 in Turin belegte sie in der Halfpipe den siebten Platz. Ihr grösster Erfolg ist der Gewinn der Halfpipe-Goldmedaille bei der Weltmeisterschaft 2007 in Arosa. Viermal wurde sie Weltcup-Siegerin in der Halfpipe.
Am 30. Oktober 2008 gab Manuela Pesko das Ende ihrer aktiven Karriere bekannt.
Seit 2013 ist sie verheiratet mit dem Valser Unternehmer Remo Stoffel und widmet sich als vierfache Mutter dem Familienleben.